# European Business School Paris
Die European Business School Paris (EBS Paris) ist eine internationale Wirtschaftshochschule und eine der führenden Grandes Ecoles in Frankreich. Sie wurde 1967 gegründet. Sie verfügt über einen eigenen Campus Eiffel in Paris.
Die Studiengänge haben die dreifache internationale Akkreditierung von EFMD,  CEFDG (Commission d'évaluation des formations et diplômes de gestion) und Conférence des grandes écoles.
Die Schule verfügt über ein Netzwerk von 9000 Alumni. Im Ranking der französischen Business-Schools von Le Figaro liegt sie 2022 auf Platz 33.

## Berühmter Absolvent
- Arthur Sadoun, ein französischer Geschäftsmann